# Raimkul' Malachbekov
Raimkul' Chudojnazarovič Malachbekov (in russo Раимкуль Хадойназарович Малахбеков?; Dušanbe, 16 agosto 1974) è un ex pugile russo.

## Palmarès

### Olimpiadi
- 2 medaglie:
  - 1 argento (Sydney 2000 nei pesi gallo)
  - 1 bronzo (Atlanta 1996 nei pesi gallo)

### Mondiali dilettanti
- 2 medaglie:
  - 2 ori (Berlino 1995 nei pesi gallo; Budapest 1997 nei pesi gallo)

### Europei dilettanti
- 5 medaglie:
  - 2 ori (Bursa 1993 nei pesi gallo; Perm 2002 nei pesi piuma)
  - 2 argenti (Vejle 1996 nei pesi gallo; Tampere 2000 nei pesi gallo)
  - 1 bronzo (Minsk 1998 nei pesi gallo)